# BOON
BOON ist eine österreichische Hard-Rock-/Groove-Metal-Band. Ihre Musik ist eine Mischung aus Metal und Rock.

## Bandgeschichte
Boon wurde 1998 in Wien von Wolfgang Pendl, Zavisha Blagojevic, Stefan, Dragan und Johannes gegründet. 1999 nahm sie ihr erstes Demo Boon auf. Ein Jahr später gewann sie den 1. Platz im Finale des International Live Awards, bei dem sie im Wiener Prater vor 10.000 Zuschauern spielte.
2001 und 2002 veröffentlichte die Band die Demos Boom Room und One. 2003 nahm das Indie-Label Burnside Records die Boon unter Vertrag. Es folgte 2004 die Veröffentlichung ihrer ersten EP Romantic 42 in Österreich und Deutschland. 2006 erschien das erste Album Beauty Is a Sign of Weakness bei Burnside Records.
Bis 2010 spielte Boon einige große Konzerte in Österreich, der Slowakei, Tschechien und Ungarn unter anderem als Support für Bands wie Sepultura, Clawfinger, Knorkator, Supermax, The Dillinger Escape Plan, Emil Bulls, Ektomorf, AC/DC und The Sorrow.
2010 erschien das Album The Almighty Love über das Label Noisehead Records; darauf enthalten sind die ersten beiden Single-Auskopplung Right Now und Love Raider. Weiters wurde eine komplett neue Single, What I Am Living For, ausschließlich digital veröffentlicht.
Beim Amadeus Austrian Music Award 2010 wurde die Band in zwei Kategorien nominiert, nämlich „bester Song“ und „bester Hard & Heavy Act“.
Beim Amadeus Austrian Music Award 2019 wurde die Band in der Kategorie „bester Hard & Heavy Act“ nominiert.

## Stil
BOON spielt vielseitige Musik zwischen Hard Rock und Groove Metal mit vielseitigen Einflüssen Gitarren-orientierter Musik. Beeinflusst wurde BOON u. a. von Bands wie Iron Maiden, Metallica, Converge, Neurosis, Machine Head, Queen, Foo Fighters und Prong. Die Texte behandeln ein breites Spektrum von Themen, es geht um Gesellschaftskritik, Religion, Liebe und Natur.

## Diskografie

### Alben
- 2006: Beauty Is a Sign of Weakness (Burnside Records)
- 2010: The Almighty Love (Noisehead Records)
- 2012: The Essence of Everything (Love Lovers Records)
- 2018: Boon (Preiser Records)

### EPs
- 2004: Romantic 42 (Burnside Records)
- 2015: Red Alert

### Demos
- 1999: Boon
- 2001: Boom Room
- 2002: One